# Espeler
Espeler is een plaats in de tot de Luikse gemeente Burg-Reuland. De plaats telt 238 inwoners en ligt op 445 meter hoogte.

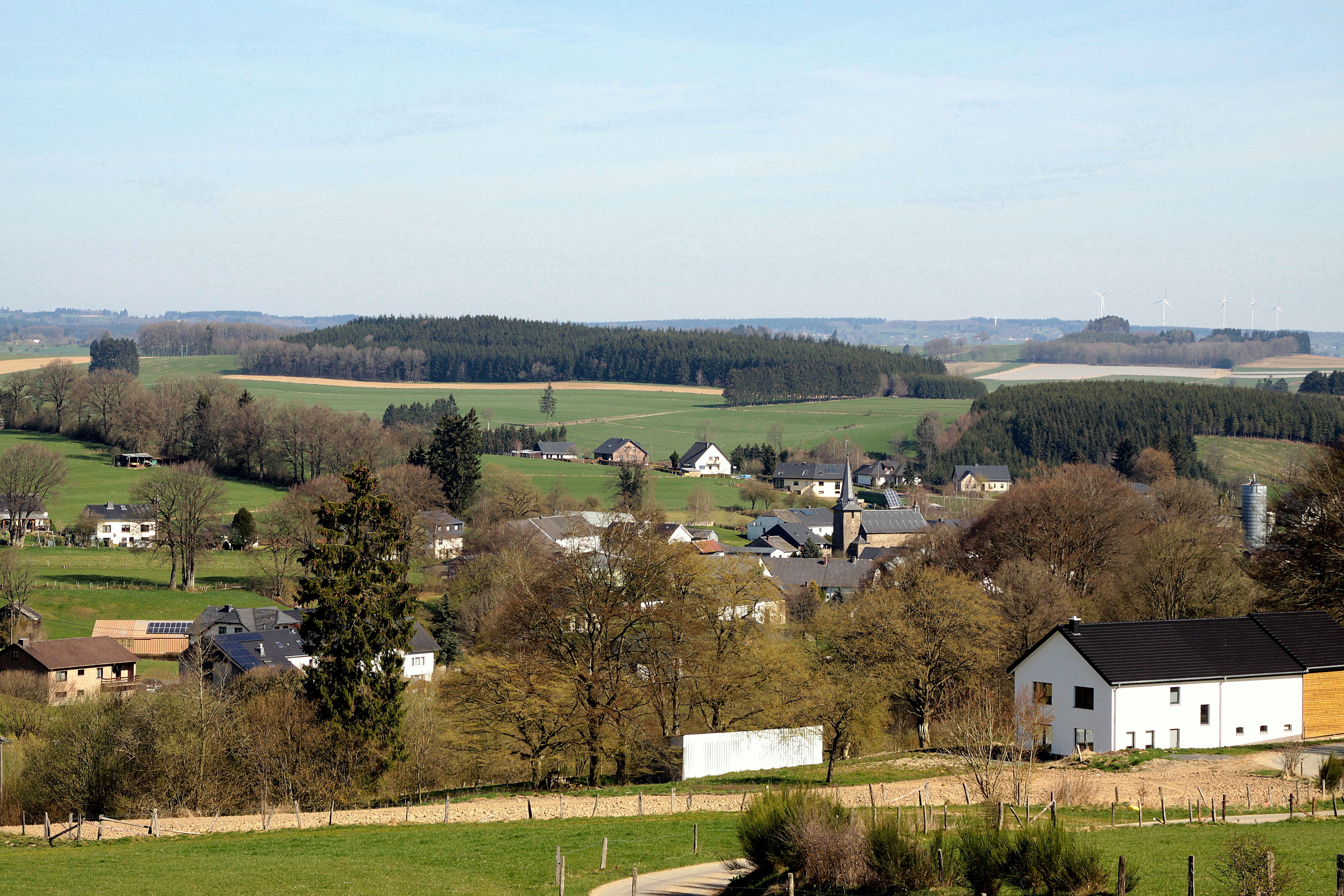
Espeler, gezien vanuit het zuiden

## Etymologie
De naam Espeler zou zijn samengesteld uit as (stromend water) en lar (woonplaats).

## Bezienswaardigheden
- Sint-Walricuskerk
- Sint-Hubertuskapel
- Am Eulenstein, een rotspartij en uitzichtpunt

## Nabijgelegen kernen
Thommen, Lengeler, Oudler, Dürler, Deiffelt
Deelgemeenten: Reuland · Thommen

Overige kernen: Aldringen · Alster · Auel · Bracht · Braunlauf · Diepert · Dürler · Espeler · Grüfflingen · Koller · Lascheid · Lengeler · Maldingen · Malscheid · Maspelt · Oberhausen · Oudler · Ouren · Richtenberg · Steffeshausen · Stoubach · Weidig · Weisten · Weweler

Belgische gemeenten · Duitstalige Gemeenschap · Arrondissement Verviers · Luik · Wallonië